# Jean-Charles Lajoie
Pour les articles homonymes, voir Lajoie.
 (octobre 2015).
Jean-Charles Lajoie (né le 7 août 1971 à Granby) est un animateur québécois de télévision sur TVA sports à Montréal. 
Anciennement animateur de radio à 91,9 Sport, Jean-Charles Lajoie collaborait également quotidiennement à l'émission radiophonique de Benoît Dutrizac à la station 98,5 fm qui avait récupéré les artisans de CKAC Sports lors de sa fermeture. Il était aussi la voix des Carabins de Montréal dans le rôle de descripteur accompagné de Bruno Heppel à l'analyse sur les ondes du 98,5 fm. Il animait l'émission Bonsoir les sportifs weekend en ondes les samedis soir sur cette même antenne.
Jean-Charles Lajoie participait également aux émissions L'esprit d'équipe et Le Match sur la chaîne TVA Sports en tant qu'intervenant des médias sociaux auprès des auditeurs qui pouvaient commenter[style à revoir] en direct via les médias sociaux tels Twitter et Facebook, commentaires qu'il relayait aussitôt[style à revoir] avec son langage coloré auprès des autres participants de l'émission. Il détient aussi son émission JiC sur la chaîne TVA Sports.
Il a commencé sa carrière dans le réseau Énergie, où il a travaillé pendant plusieurs années, notamment à Rouyn-Noranda, Drummondville, Sherbrooke et Trois-Rivières, en plus de présenter les nouvelles des sports à TVA Sherbrooke. Il est devenu animateur à CKAC après avoir remporté le concours « Sport Académie » organisé par cette station. Il a également dirigé pendant une dizaine d'années, à titre de producteur artistique, une entreprise de communication. 
Jean-Charles Lajoie a aussi été directeur artistique du festival Musique en Vue de Cowansville. Le festival a cependant mis fin à ses activités en 2015, faute de budget. Lajoie est cependant très impliqué dans le monde artistique, reconnu notamment pour ses liens avec plusieurs musiciens québécois de renom.
Il a également été membre du panel de L'Attaque à 5 sur V et collabore à la revue Hockey Magazine ainsi qu'au quotidien La Voix de l'Est.
Au cours des séries éliminatoires de hockey 2010, il a surnommé Jaroslav Halák «Gold'Halak». Il est d'ailleurs producteur d'une chanson intitulée Gold'Halak, inspirée du personnage Goldorak. En mai 2010,    Gold'Halak était la chanson québécoise la plus téléchargée sur Internet, au Canada. Jean-Charles Lajoie s'est confié au cours d'une entrevue, le 7 mai 2010, sur les ondes de la station 98,5 FM, à l'émission de Montréal maintenant de Paul Houde, affirmant que l'idée lui était venue à l'occasion du sixième match des Canadiens de Montréal contre les Capitals de Washington et qu'il s'était décidé à composer les paroles d'une chanson basée sur le personnage de Goldorak au cours du septième et dernier match de la première ronde éliminatoire, pour ensuite se tourner vers les Porn Flakes pour mettre en musique cette chanson.
À l'été 2010, il a remplacé momentanément Gildor Roy au poste d'animateur de l'émission Le Show du matin sur V.
Depuis le 14 janvier 2019, il anime sa propre émission sportive JiC sur les ondes de TVA Sports.
Le 22 avril 2020, dans le contexte de la crise de la Covid-19, il a publié un tweet « alimentant la controverse entre Montréal et les régions » et s'est rétracté rapidement par la suite, présentant des excuses publiques.